# 维尔科·克尔德曼
维尔科·克尔德曼（荷蘭語：Wilco Kelderman，1991年3月25日—），荷兰男子自行车运动员，2017年世界公路自行车锦标赛男子团体计时赛金牌得主、2018年世界公路自行车锦标赛男子团体计时赛银牌得主。